# Siddour

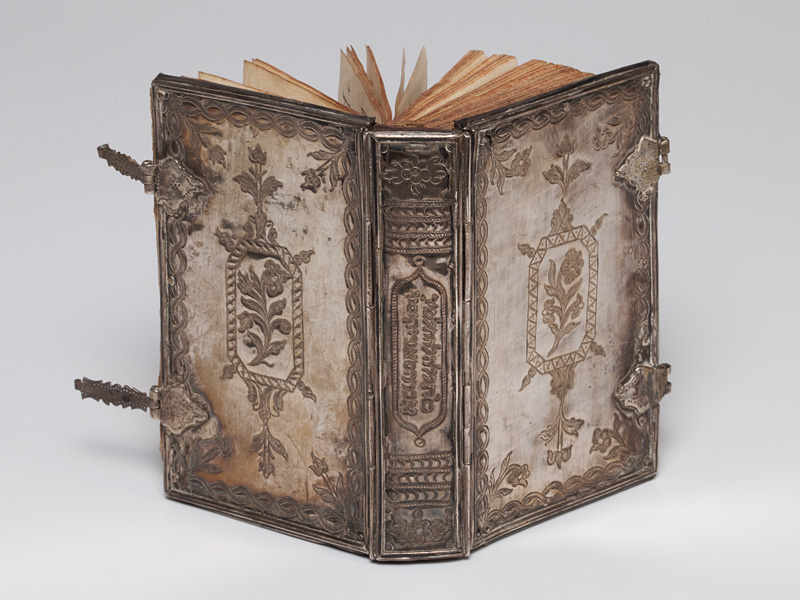
Livre de prière sépharade de 1803, dans la collection du musée juif de Suisse.

Le siddour (hébreu : סידור śidûr, « rituel », pluriel סידורים siddourim) est un rituel de liturgie juive, ordonnant l'ensemble des passages bibliques et talmudiques, bénédictions, supplications et prières pour les jours ouvrés (yemey 'hol) ou les jours sanctifiés (shabbat et fêtes de pèlerinage).

## Historique
Les prières sont longtemps restées orales respectant en cela l'interdit de mettre par écrit la Loi orale. L'officiant les connaissait par cœur. Puis, le nombre des ajouts et des prières augmentant, les officiants avaient à leur disposition des rouleaux contenant les piyyoutim ainsi que les passages intercalés dans les offices des grandes fêtes. Selon la  Loi orale, il suffit de répondre amen à l'officiant pour s'être acquitté de l'obligation de réciter une bénédiction ou toute autre prière. 
Les vicissitudes historiques du Peuple juif (massacres, expulsions, etc.), par la suite, la création de nombreuses communautés juives hors d'Israël et l'enrichissement de la liturgie par de nombreux piyyoutim et bénédictions, ont rendu nécessaire la mise par écrit de ces bénédictions. C'est ainsi que vers le IIe siècle de notre ère est apparu le siddour. 
Il existe différents Siddourim, non seulement suivant les époques, mais également suivant le rite suivi par la communauté dont il est issu. Quel que soit le nousa'h (rite), le siddour est organisé plus ou moins toujours de la même manière : en suivant l'ordre chronologique de la journée, du lever au coucher du soleil.

## Nousa'h
Chaque communauté juive a développé son propre nousah (rite - hébreu נוסח ). Les trois plus importants nous'haot :
- Ashkénaze pour les communautés juives franco rhénanes, dont le rite de Francfort sur le Main en est le plus connu ;
- Sfard pour les communautés d'Europe orientale, polono-russes, à ne pas confondre avec le suivant ;
- Séfarade pour les communautés juives d'Afrique du Nord.

Les Juifs italiens ont leur propre rite. Chacun de ces trois grands rites comprend un nombre important de subdivisions.

### L'exemple sépharade
Le nousa'h séfarade (selon ses variantes), contient souvent les prières suivantes (référence Patah Eliyahu) : 
- Bénédictions du matin
- Mise du Talith
- Pose des téfiline
- Pata'h Eliyahou, louanges avant la prière du matin.
- Prière du matin pour les jours ouvrés.
- Prière de l'après-midi pour les jours ouvrés.
- Prière du soir pour les jours ouvrés.
- Accueil du Chabbat : Cantique des cantiques et piyyout Lekha Dodi.
- Prière du vendredi soir suivi du kiddouch
- Prière du samedi matin : le chema et ses bénédictions, la 'amida (sept bénédictions), la lecture de la Torah
- L'office supplémentaire du chabbat suivi du kiddouch du samedi matin
- Prière du samedi après-midi
- Havdalah et Psaumes du samedi soir (non férié)
- Néoménie : Hallel et Moussaf
- Hanoucca
- Chabbat chekalim
- Chabbat Zakhor
- Prière du soir de la fête de Pourim
- Prière du matin de la fête de Pourim
- Chabbat Parah
- Chabbat ha'hodeche
- Prière des trois fêtes : amida, tikkoun hattal, tikkoun hagechem
- Décompte de l'omer
- Bénédiction des Cohanim
- Jeûne volontaire
- Bénédictions particulières
- Prière en présence de la lune
- Bénédictions du cycle solaire
- Bénédictions du mariage
- La circoncision
- Nomination d'une fille
- Rachat du premier né
- Prélèvements obligatoires : Teroumat hamaasser
- Bénédictions avant un repas
- Actions de grâce après un repas
- Bénédictions diverses
- Prière avant d'entreprendre un voyage
- Prière avant de s'endormir
- Prière pour les malades
- Prières des funérailles
- Selihot
- Cantiques (selon le rite portugais)
- Bénédiction pour les habitants d'Eretz Israel et des particuliers
- Lecture de la Torah
- Tableau des horaires (lever et coucher du soleil, heures limites pour la mise des téfilines et récitation du chema, heure limite pour réciter la prière de minha, etc.)
- Pirké Avot
- Chants pour Chabbat Chirah
- Chants du chabbat.

## Texte intégral
Le portail Daat permet de consulter en ligne le texte intégral hébreu du siddour selon les différents nous'haot. 
Textes traditionnels du siddour chantés par Rabbi Mark Zimmerman